# 전우치전
《전우치전》(田禹治傳)은 작자와 연대 미상의 구소설이다. 《홍길동전》의 영향 아래 씌어진 작품으로 실제의 역사적 인물인 전우치를 주인공으로 했다. 이 소설 역시 도술로써 탐관오리를 규탄하고, 국가의 재물로 빈민을 구제하거나 국왕의 회유에 의해 조정에 들어가 벼슬을 하는 것으로 보아 《홍길동전》의 영향을 받은 것을 알 수 있다.
이 소설은 신선사상(神仙思想)을 바탕으로 하여 도술의 표현에 중점을 둔 것이 그 특색이다. 그러나 전우치전의 마지막에 등장한 서경덕의 존재는 현전 소설이 여러 사람에 의해 각색되었음을 보여주는 증거이다. 대표적 유학자였던 서경덕에 의해 전우치의 기이한 행보도 마무리를 하였다는 점 등은 조선 중기 이후 본격적으로 시작된 조광조 이후의 사림 계층의 전면적인 등장을 알리는 계기라 볼 수 있다. 원작 소설을 극화한 퓨전 사극물 '전우치'가 2012년 하반기에 KBS 2TV에서 24부작 수목 특별기획 드라마로 방영한 바 있다. 또, 강동원 주연의 2009년 영화 '전우치'가 개봉하였다. 